# Бонифачо, Сара
Сара Бонифачо (итал. Sara Bonifacio; род. 3 июля 1996, Альба, провинция Кунео, область Пьемонт, Италия) — итальянская волейболистка, центральная блокирующая. Чемпионка Европы 2021.

## Биография
Сара Бонифачо родилась в Альбе в интернациональной семье. Её отец — итальянец, мать — нигерийка. Волейбольная карьера началась в молодёжной команде «Л’Альба». Там же начала играть и сестра Сары — Джулия Бонифачо (р. 2002, нападающая; с 2020 выступает за «Мондови»).
В 2011 была принята в команду «Клуб Италия», являвшуюся базовой для юниорской сборной страны. С 2014 на протяжении четырёх сезонов выступала за «Игор Горгондзолу» из Новары, в составе которой становилась чемпионкой Италии, дважды — обладателем Кубка Италии, а также обладателем Суперкубка страны. В 2018—2020 играла за «Унет-Ямамай» из Бусто-Арсицио (выиграла Кубок Европейской конфедерации волейбола в 2019), а в 2020 вновь заключила контракт с клубом из Новары.
В 2012—2015 Бонифачо играла за юниорскую и молодёжную сборные Италии, а в 2014 дебютировала в главной национальной команде страны на турнире Гран-при. В сборной Италии становилась призёром Гран-при 2017, а в 2021 выиграла «золото» чемпионата Европы.

### Клубная карьера
- 2011—2014 —  «Клуб Италия»;
- 2014—2018 —  «Игор Горгондзола» (Новара);
- 2018—2020 —  «Унет-Ямамай» (Бусто-Арсицио);
- с 2020 —  «Игор Горгондзола» (Новара).

## Достижения

### Со сборными Италии
- бронзовый призёр чемпионата мира 2022.
- серебряный призёр Мирового Гран-при 2017.
- чемпионка Европы 2021.
- двукратная чемпионка Лиги наций — 2022, 2024.
- бронзовый призёр чемпионата мира среди молодёжных команд 2015.
- бронзовый призёр чемпионата Европы среди молодёжных команд 2012.
- серебряный призёр чемпионата Европы среди девушек 2013.

### Клубные
- чемпионка Италии 2017;
  - 3-кратный серебряный (2015, 2018, 2021) и бронзовый (2022) призёр чемпионатов Италии
- двукратный победитель розыгрышей Кубка Италии — 2015, 2018;
  - 3-кратный серебряный призёр Кубка Италии — 2020, 2021, 2022.
- обладатель Суперкубка Италии 2017.

- двукратный победитель розыгрышей Кубка ЕКВ — 2019, 2025.
- победитель розыгрыша Кубка вызова ЕКВ 2024.

### Индивидуальные
- 2015: лучшая центральная блокирующая (одна из двух) чемпионата мира среди старших молодёжных команд.